# Irma Serna
Irma Serna o Irma Martínez Pérez (Guadalajara, 1934-Ib., 2 de marzo de 2013) fue una pintora mexicana pionera en la pintura abstracta femenina.

## Biografía
Estudió Economía, Comercio y Administración, en 1957 ingresó a la carrera de Decoración en la Escuela de Artes Plásticas de la Universidad de Guadalajara, titulándose en Diseño de Artes Decorativas; comenzó a pintar imágenes de santos para una tienda de artículos religiosos y después decidió explorar en el arte abstracto. Formó parte del grupo de artistas del Centro de Arte Moderno, donde realizó varios murales.
Su primera exposición fue en 1971 en la Casa de la Cultura Jalisciense, poco tiempo después abrió, junto con su esposo, la galería Begsu en Guadalajara.

## Exposiciones
Su obra ha sido expuesta en 200 muestras individuales y colectivas, destacan: Centro de Arte Moderno, Galería Pere Tanguy, Casa de la Cultura Jalisciense, Galería Doce, Ex-Convento del Carmen, Galería Mpal. Torres Bodet, Galerías Misrachi y la 1a Bienal Iberoamericana de Pintura. En 2014 expuso en La Colección del Pueblo de Jalisco en el Instituto Cultural Cabañas.
Así como en la Mucs Gallery en San Francisco, Art Gallery de San Antonio, Avis State Gallery y Silvan Simone Gallery, en Los Ángeles.

## Premios
- 1975 Medalla de Artes Plásticas, Año Internacional de la Mujer, otorgado por el Gobierno de Jalisco
- 1975 Medalla Cuitzmala
- 1983 Tercer lugar en el concurso Jaliscienses Distinguidos
- 1984 Presea José Clemente Orozco en Artes Plásticas.
- 1988 Mención Honorífica en Cuitzmala
- 1995 Premio Jalisco en Artes
- 1997 Segundo lugar en el Salón de Octubre
- 1998 Reconocimiento en Testimonios Culturales
- 2001 Condecoración por 30 años de trayectoria en el Sistema Jalisciense de Radio y Televisión
- 2004 Pincel de plata en el Festival Cultural de las Fiestas de Octubre.